# Cristiano Vittorio di Schleswig-Holstein
Cristiano Vittorio di Schleswig-Holstein (Christian Victor Albert Ludwig Ernst Anton; Castello di Windsor, 14 aprile 1867 – Pretoria, 29 ottobre 1900), membro della famiglia reale britannica.
Era il figlio maggiore della principessa Elena di Sassonia-Coburgo-Gotha, quintogenita della regina Vittoria del Regno Unito.

## Biografia

### Infanzia
Nacque il 14 aprile 1867 al castello di Windsor. Suo padre era il principe Cristiano di Schleswig-Holstein, terzogenito del duca Cristiano di Schleswig-Holstein-Sonderburg-Augustenburg e della contessa Luisa di Danneskiold-Samsøe. Sua madre era la principessa Elena di Sassonia-Coburgo-Gotha, la quinta dei figli e terza fra le figlie femmine della regina Vittoria e del principe Alberto di Sassonia-Coburgo-Gotha. I suoi genitori risiedevano nel Regno Unito a Cumberland Lodge ed il principe era considerato un membro della famiglia reale britannica. Sotto lettere patenti del 1866, fu designato "sua altezza principe Cristiano Vittorio di Schleswig-Holstein". In famiglia aveva il nomignolo di "Christle"

### Educazione
Fu educato al Wellington College, alla cui fondazione aveva contribuito il principe Alberto, al Magdalen College di Oxford e alla Royal Military Academy Sandhurst. Fu il primo membro della famiglia reale a frequentare una scuola piuttosto che essere educato da un tutore a casa. Durante gli anni scolastici giocò a cricket fu capitano delle squadre di cricket delle diverse scuole: fu l'unico membro della famiglia reale britannica a giocare a cricket ad un livello così elevato.
Il principe Cristiano Vittorio era il nipote preferito della Regina Vittoria. Nel 1897 piantò un cedro a Winchester "in commemorazione del 60º anno del regno di sua maestà la regina Vittoria".

### Carriera militare
"Christle" divenne un ufficiale dell'esercito britannico nel 60th King's Royal Rifles nel 1888. Combatté sotto lord Kitchener nel 1898 quando le truppe inglesi sconfissero i Dervisci a Omdurman vicino a Khartoum e riacquistarono il Sudan e partecipò alla spedizione Ashanti in Ghana. Nel 1900 prestò servizio nella guerra Boera sotto lord Roberts.

### Ultimi anni
Nell'ottobre dello stesso anno, mentre era a Pretoria, si ammalò di malaria, e morì di febbre enterica, il 29 ottobre, all'età di 33 anni, dopo aver ricevuto l'Eucaristia, alla presenza di lord Roberts e del principe Francesco di Teck. Fu sepolto nel cimitero di Pretoria il 1º novembre 1900. Durante il suo funerale, una donna boera commentò: "Stanno seppellendo il loro principe in suolo britannico, gli inglesi intendono rimanere in questa terra". La sua tomba è contrassegnata da una croce di granito e una ringhiera in ghisa.

## Titoli
- 1867 - 1900: sua altezza principe Cristiano Vittorio di Schleswig-Holstein

## Ascendenza
|                                                         |                                     |                                                                   | Genitori                                        |  |  | Nonni |  |  | Bisnonni                                                            |  |  | Trisnonni                                                          |  |
|                                                         |                                     |                                                                   |                                                 |  |  |       |  |  | Federico Cristiano II di Schleswig-Holstein-Sonderburg-Augustenburg |  |  | Federico Cristiano I di Schleswig-Holstein-Sonderburg-Augustenburg |  |
|                                                         |                                     |                                                                   |                                                 |  |  |       |  |  | Federico Cristiano II di Schleswig-Holstein-Sonderburg-Augustenburg |  |  | Federico Cristiano I di Schleswig-Holstein-Sonderburg-Augustenburg |  |
|                                                         |                                     | Carlotta Amalia Guglielmina di Schleswig-Holstein-Sonderburg-Plön |                                                 |  |  |       |  |  | Federico Cristiano II di Schleswig-Holstein-Sonderburg-Augustenburg |  |  |                                                                    |  |
| Cristiano di Schleswig-Holstein-Sonderburg-Augustenburg |                                     |                                                                   |                                                 |  |  |       |  |  | Federico Cristiano II di Schleswig-Holstein-Sonderburg-Augustenburg |  |  |                                                                    |  |
|                                                         |                                     | Luisa Augusta di Danimarca                                        | Cristiano VII di Danimarca                      |  |  |       |  |  |                                                                     |  |  |                                                                    |  |
|                                                         |                                     | Luisa Augusta di Danimarca                                        | Cristiano VII di Danimarca                      |  |  |       |  |  |                                                                     |  |  |                                                                    |  |
|                                                         |                                     | Luisa Augusta di Danimarca                                        | Carolina Matilde di Hannover                    |  |  |       |  |  |                                                                     |  |  |                                                                    |  |
| Cristiano di Schleswig-Holstein                         |                                     | Luisa Augusta di Danimarca                                        |                                                 |  |  |       |  |  |                                                                     |  |  |                                                                    |  |
|                                                         |                                     | Cristiano Corrado Sofo di Danneskjold-Samsøe                      | Federico Cristiano di Danneskjold-Samsøe        |  |  |       |  |  |                                                                     |  |  |                                                                    |  |
|                                                         |                                     | Cristiano Corrado Sofo di Danneskjold-Samsøe                      | Federico Cristiano di Danneskjold-Samsøe        |  |  |       |  |  |                                                                     |  |  |                                                                    |  |
|                                                         |                                     | Cristiano Corrado Sofo di Danneskjold-Samsøe                      | Federica Luisa von Kleist                       |  |  |       |  |  |                                                                     |  |  |                                                                    |  |
| Luisa Sofia di Danneskjold-Samsøe                       |                                     | Cristiano Corrado Sofo di Danneskjold-Samsøe                      |                                                 |  |  |       |  |  |                                                                     |  |  |                                                                    |  |
|                                                         |                                     | Giovanna Enrichetta Valentina Kaas                                | Federico Cristiano Kaas                         |  |  |       |  |  |                                                                     |  |  |                                                                    |  |
|                                                         |                                     | Giovanna Enrichetta Valentina Kaas                                | Federico Cristiano Kaas                         |  |  |       |  |  |                                                                     |  |  |                                                                    |  |
|                                                         |                                     | Giovanna Enrichetta Valentina Kaas                                | Edele Sofia Kaas                                |  |  |       |  |  |                                                                     |  |  |                                                                    |  |
| Cristiano Vittorio di Schleswig-Holstein                |                                     | Giovanna Enrichetta Valentina Kaas                                |                                                 |  |  |       |  |  |                                                                     |  |  |                                                                    |  |
|                                                         | Ernesto I di Sassonia-Coburgo-Gotha | Francesco Federico di Sassonia-Coburgo-Saalfeld                   |                                                 |  |  |       |  |  |                                                                     |  |  |                                                                    |  |
|                                                         | Ernesto I di Sassonia-Coburgo-Gotha | Francesco Federico di Sassonia-Coburgo-Saalfeld                   |                                                 |  |  |       |  |  |                                                                     |  |  |                                                                    |  |
|                                                         | Ernesto I di Sassonia-Coburgo-Gotha | Augusta di Reuss-Ebersdorf                                        |                                                 |  |  |       |  |  |                                                                     |  |  |                                                                    |  |
| Alberto di Sassonia-Coburgo-Gotha                       | Ernesto I di Sassonia-Coburgo-Gotha |                                                                   |                                                 |  |  |       |  |  |                                                                     |  |  |                                                                    |  |
|                                                         |                                     | Luisa di Sassonia-Gotha-Altenburg                                 | Augusto di Sassonia-Gotha-Altenburg             |  |  |       |  |  |                                                                     |  |  |                                                                    |  |
|                                                         |                                     | Luisa di Sassonia-Gotha-Altenburg                                 | Augusto di Sassonia-Gotha-Altenburg             |  |  |       |  |  |                                                                     |  |  |                                                                    |  |
|                                                         |                                     | Luisa di Sassonia-Gotha-Altenburg                                 | Luisa Carlotta di Meclemburgo-Schwerin          |  |  |       |  |  |                                                                     |  |  |                                                                    |  |
| Elena di Sassonia-Coburgo-Gotha                         |                                     | Luisa di Sassonia-Gotha-Altenburg                                 |                                                 |  |  |       |  |  |                                                                     |  |  |                                                                    |  |
|                                                         |                                     | Edoardo Augusto di Hannover                                       | Giorgio III del Regno Unito                     |  |  |       |  |  |                                                                     |  |  |                                                                    |  |
|                                                         |                                     | Edoardo Augusto di Hannover                                       | Giorgio III del Regno Unito                     |  |  |       |  |  |                                                                     |  |  |                                                                    |  |
|                                                         |                                     | Edoardo Augusto di Hannover                                       | Carlotta di Meclemburgo-Strelitz                |  |  |       |  |  |                                                                     |  |  |                                                                    |  |
| Vittoria del Regno Unito                                |                                     | Edoardo Augusto di Hannover                                       |                                                 |  |  |       |  |  |                                                                     |  |  |                                                                    |  |
|                                                         |                                     | Vittoria di Sassonia-Coburgo-Saalfeld                             | Francesco Federico di Sassonia-Coburgo-Saalfeld |  |  |       |  |  |                                                                     |  |  |                                                                    |  |
|                                                         |                                     | Vittoria di Sassonia-Coburgo-Saalfeld                             | Francesco Federico di Sassonia-Coburgo-Saalfeld |  |  |       |  |  |                                                                     |  |  |                                                                    |  |
|                                                         |                                     | Vittoria di Sassonia-Coburgo-Saalfeld                             | Augusta di Reuss-Ebersdorf                      |  |  |       |  |  |                                                                     |  |  |                                                                    |  |
|                                                         |                                     | Vittoria di Sassonia-Coburgo-Saalfeld                             |                                                 |  |  |       |  |  |                                                                     |  |  |                                                                    |  |